# 聖憐山

布雷西亚圣怜山旧址

聖憐山（義大利語：Monte di Pietà）是文艺复兴时期的一種具有慈善性質的金融機構。其起源於15世紀的意大利。这些机构为穷人提供以合理利率贷款的机会。它使用慈善捐助为资本，向穷人提供贷款，这样他们就可以避免向剥削性的放贷人借钱。借款人提供贵重物品作为抵押，这使得圣怜山更像是当铺而不是银行。
天主教国家的殖民地也建立了类似的机构；墨西哥聖憐山至今仍在运营。而義大利主要銀行的資本均可追溯到聖憐山時期。

## 名稱
在義大利語中「Pietà」為憐憫的意思，大寫通常特指聖母憐子這一聖經典故。

## 延伸阅读
- 锡耶纳牧山银行